# Cephaloziella indica
Cephaloziella indica là một loài rêu trong họ Cephaloziellaceae. Loài này được Udar & Ad. Kumar mô tả khoa học đầu tiên năm 1980.